# 超信地旋回
超信地旋回（ちょうしんちせんかい）またはスピンターン（英：spin turn, neutral turn, counter-rotation turn）とは、油圧ショベルや戦車のように履帯（クローラー）をもつ車両が、左右の履帯を互いに逆方向に等速回転させることによって、車体の中心を軸としてその場で旋回することをいう。

## 信地旋回と緩旋回
履帯式車両のその場旋回の方式としてもう一つ、信地旋回（しんちせんかい）またはピボットターン（英：pivot turn, skid turn）がある。これは、片側の履帯を停止してもう一方の履帯だけを回転させ、停止側の履帯を軸（pivot）として旋回するものである。また、左右の履帯を同じ方向へ、速度に差をつけて回転させ、前進または後退しながら弧を描いて進路を変えることを緩旋回（かんせんかい、英：power turn, gradual turn）と呼ぶ。
信地旋回や超信地旋回は、履帯式車両に特有の機動とされるが、スキッドステアローダーのように、装輪（タイヤ）式の車両で超信地旋回が可能なものもある。（自走式車椅子も超信地旋回が可能）
超信地旋回は、信地旋回に比べて小さなスペースで行うことができる。したがって、小回りの要求される工事現場などで用いられるが、路面・路床への負荷は大変大きい。また、左右の履帯を反転させるためには、より高度なトランスミッションが必要となる。

## 戦車の超信地旋回
戦車では、第二次世界大戦当時までは超信地旋回可能な車両は限られていた。これが可能な戦車として、イギリスのメリット・ブラウン式変速装置をもつチャーチル歩兵戦車、クロムウェル巡航戦車以降の型や、ドイツのティーガー戦車系列が挙げられる。これらは、左右の履帯の速度を変えて滑らかな旋回が可能であったが、特に重戦車の場合、超信地旋回の多用は履帯の脱落や故障の発生の原因となるので、あまり行われなかった。アメリカの戦車では、戦後のM41 ウォーカー・ブルドッグやM46パットンのクロスドライブ式トランスミッションの採用以降、超信地旋回が可能となっている。この方式は、以後の世界中の戦車に採用されている。
現代では、NATO加盟国をはじめとする西側諸国のほぼ全ての主力戦車が超信地旋回可能である。日本の陸上自衛隊では74式戦車、90式戦車、10式戦車が対応している。
一方、ソビエトの戦車のほとんどは超信地旋回が不可能となっている。ソビエト製戦車から発展した東側諸国や中国の多くの戦車も同様である。ロシアではT-90までは超信地旋回が不可能だったが、量産に向けて開発が進んでいる最新型のT-14で超信地旋回が可能になった。

## 語源
「信地」とは、元来は馬術用語で、「その場」や「同じ場所」を意味する。例えば「信地速歩」は「その場での速歩」という意味になり、ピアッフェのことである。「信地旋回」（信地旋廻）という表現も、戦車が発明される以前の明治時代の騎兵や砲兵向けの馬術書に既に見られる。
「超信地旋回」という語は馬術書には見られない。「超信地旋回」の確認できる古い用例としては、『内燃機関』という雑誌の1940年（昭和15年）1月号に掲載された解説記事「装軌車輛の特性を語る」がある。この解説記事は、無限軌道車輛の直進・緩旋回・信地旋回を説明した後、まだ実用化されていない新たな旋回方式として左右の履帯を互いに逆方向に回転させる方式を紹介し、それを「超信地旋回」と命名している。
『火兵学会誌』の1940年（昭和15年）9月号に掲載された「戦車発達の趨勢」という解説記事は、上述の記事「装軌車輛の特性を語る」を出典として以下のように述べている。
1944年（昭和19年）7月に出版された書籍『戦車・機甲化』では、「超信地旋回」という言葉が既存の用語として特に断りなく使われている。